# Johan Otto Friberg
Johan Otto Friberg, född 13 april 1806 i Malmö, död där 2 juni 1856, var en av stadens första historieskrivare. Med sin bok "Malmö stads historia från äldre till nuvarande tid" från 1842 lade han en grogrund för kommande historiker att beskriva och forska i stadens historia. Johan Otto inskrevs i Skånska nationen vid Lunds universitet 1825 men avlade aldrig någon examen. 1835 blev han anställd som rådhuskanslist i Malmö. Trots små ekonomiska omständigheter lyckades han få publicerat sin bok om Malmö 1842. Hans arbete i Malmö rådhus och det där befintliga stora arkiv av handlingar från medeltiden och framåt var en förutsättning för hans forskariver.